# Princess Resurrection
Princess Resurrection (jap. 怪物王女, Kaibutsu Ōjo, dt. „Monsterprinzessin“) ist eine Manga-Serie des japanischen Zeichners Yasunori Mitsunaga, die von 2005 bis 2013 in Japan erschien. Das Werk wurde als Anime adaptiert und in mehrere Sprachen übersetzt.

## Handlung

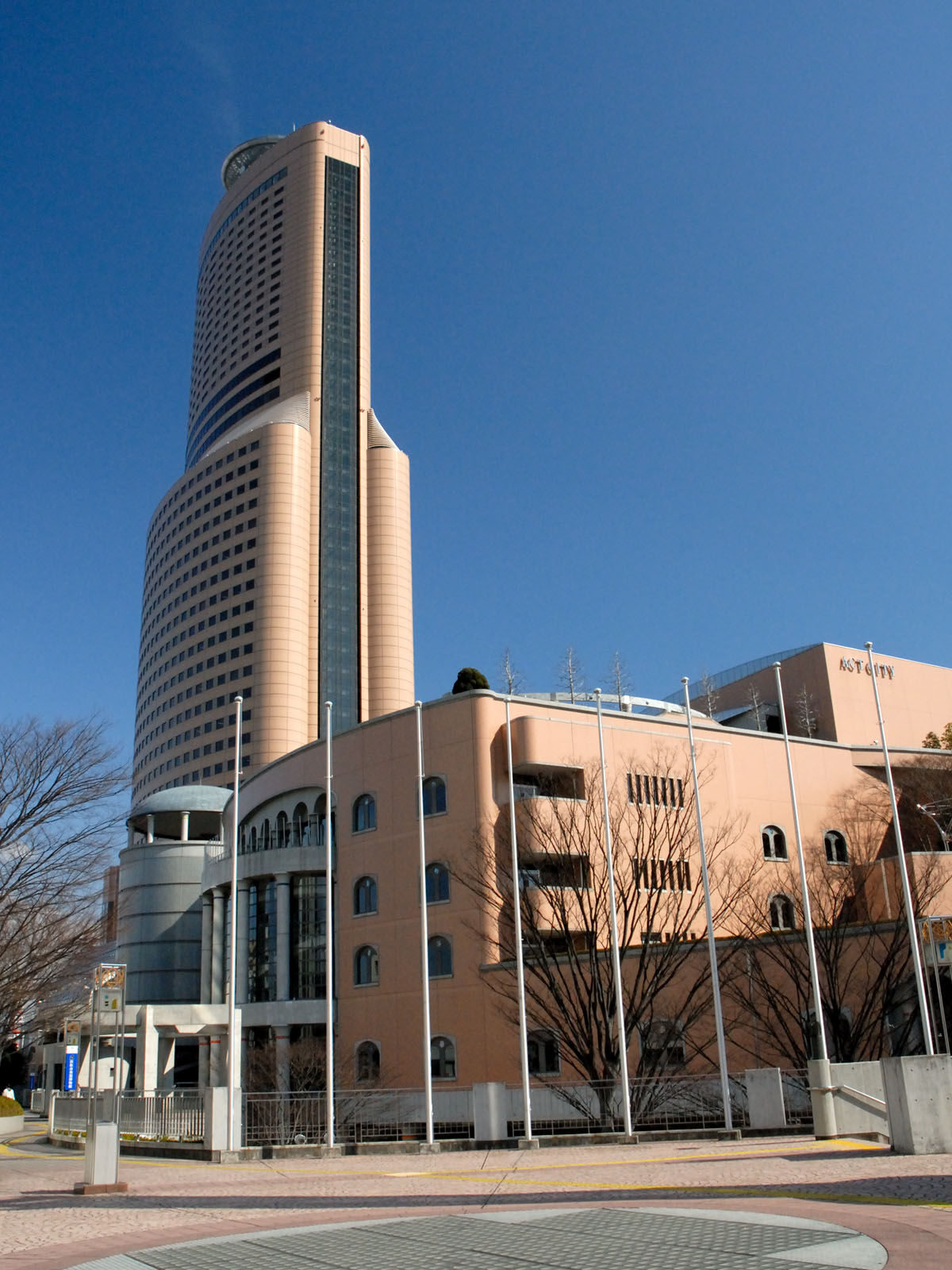
Sanarudai und Umgebung (wie der hier abgebildete ACT-Tower), Naka-ku, Hamamatsu war das Vorbild für den fiktiven Handlungsort Sasanaki (笹鳴町, -chō)

Der Junge Hiro Hiyorimi (日和見 日郎) ist in die Stadt gezogen, um seine Schwester zu treffen. Doch dort erleidet er einen Unfall, bei dem er umkommt. Während er stirbt, sieht er eine junge Frau, im Gothic-Lolita-Stil gekleidet, die ihn schließlich wiederbelebt. Er wacht in der Leichenhalle des Krankenhauses auf und trifft kurz darauf wieder auf die Frau. Sie kämpft gegen wolfartige Wesen und bezeichnet ihn als ihren Diener, der ihr helfen soll. Von da an begleitet Hiro sie, Hime (姫, dt. „Prinzessin“), die gegen Dämonen kämpft.

## Veröffentlichung
Der Manga erschien von Juli 2005 bis April 2013 im Manga-Magazin Shōnen Sirius (ab Ausgabe 8/2005) des Verlags Kodansha. Die Einzelkapitel wurden auch in 20 Sammelbänden veröffentlicht. Der neunte Band verkaufte sich in Japan über 60 000 mal.
Eine englische Fassung des Mangas erscheint bei Del Ray und eine französische bei Pika Édition. Beim Verlag Egmont Manga und Anime wurde die Reihe als Princess Resurrection, dem Untertitel der Reihe im Japanischen, von März 2010 bis Dezember 2013 vollständig auf Deutsch veröffentlicht.

## Anime
2007 produzierte das Studio Madhouse unter der Regie von Masayuki Sakoi eine 25-teilige Anime-Fernsehserie zum Manga. Das Charakterdesign entwarf Kazuya Kuroda und künstlerischer Leiter war Yuka Okamoto. Die Serie wurde vom 13. April bis zum 28. September 2007 (nach Mitternacht und damit am vorigen Fernsehtag) von Tokyo Broadcasting System im Großraum Tokio ausgestrahlt. Binnen zwei Wochen folgten CBC im Großraum Nagoya, KBS Kyōto in der Präfektur Kyōto und BS-i landesweit über Satellit.
Der Anime wurde auf Englisch von The Anime Network ausgestrahlt.
Am 9. Dezember 2010 startete eine neue OVA, indem dem 13. Band des Manga eine DVD als Bonus beilag. Eine zweite und dritte Folge lag dem 14. bzw. 16. Band bei. Letzterer erschien am 7. Oktober 2011. Die OVA wurde von Tatsunoko Production animiert.

### Synchronisation
| Rolle         | Japanischer Sprecher (Seiyū) | Japanischer Sprecher (Seiyū) |
| Rolle         | Fernsehserie                 | OVA                          |
| ------------- | ---------------------------- | ---------------------------- |
| Hime          | Ayako Kawasumi               | Saori Hayami                 |
| Hiro Hiyorimi | Fuyuka Ōra                   | Miyu Irino                   |
| Sherwood      | Ai Shimizu                   |                              |
| Reiri Kamura  | Mamiko Noto                  | Aki Toyosaki                 |

### Musik
Die Musik der Serie wurde komponiert von Mikiya Katakura von der Band Ali Project. Der Vorspann wurde mit dem Lied Blood Queen von Aki Misato unterlegt, der Abspanntitel ist Hizamazuite Ashi o Oname (跪いて足をお嘗め) von Ali Project.
Die Musik der OVA stammt von Makoto Takō.